# Guarani de Goiás
Guarani de Goiás é um município brasileiro do estado de Goiás. Sua população estimada em 2004 era de 4.199 habitantes.
O município foi criado em 8 de novembro de 1963, por força da Lei Estadual nº 4.840, desmembrado-se de São Domingos (Goiás), do qual era distrito. Guarani de Goiás possui a maior jazida de calcário da América Latina.